# Dolna Akademia Tantryczna
Dolna Akademia Tantryczna, Gjume (Gyüme, tybet. རྒྱུད་སྨད་གྲྭ་ཚང་, Wylie rgyud smad grwa tshang) – jedna z najważniejszych uczelni tantrycznych szkoły gelug buddyzmu tybetańskiego.
Jej nazwa pochodzi od położenia w dawnej Lhasie, w dolinie rzeki (w odróżnieniu od Górnej Akademii Tantrycznej).
W 1433 r. Gju Szerab Sengge założył Gjume lub klasztor Megju jako Kolegium Tantryczne w południowej część Lhasy. W czasach VII Dalajlamy (1708-1757) Gjume przeniósł się do północnej części Lhasy i utrzymywał bliskie związki z klasztorem Drepung i Sera. Mnisi kierowani byli do Dolnej lub Górnej Akademii Tantrycznej w zależności od miejsca swojego pochodzenia, np. mieszkańcy Mongolii i Ladakhu studiowali w Dolnej Akademii. Uczono tam tantrycznego buddyzmu przy pomocy debat i argumentacji logicznej. Po 1959 r. Dolna Akademia Tantryczna przeniesiona została do Hunsur (Karnataka) w Indiach.